# Ricardo Rodríguez (voetballer)
Ricardo Iván Rodríguez Araya (Zürich, 25 augustus 1992) is een Zwitsers voetballer van Spaanse en Chileense afkomst die doorgaans als linksback speelt. Hij verruilde Torino in augustus 2024 voor Real Betis. Rodríguez debuteerde in 2011 in het Zwitsers voetbalelftal. Eerder kwam Rodríguez uit voor FC Zürich, VfL Wolfsburg, PSV en AC Milan.

## Clubcarrière

### FC Zürich
Rodríguez speelde vijf jaar in de jeugd van FC Zürich. Nadat hij in 2010 debuteerde in het eerste elftal, werd hij hierin in de tweede helft van het seizoen 2010/11 een vaste basisspeler. FC Basel regeerde de Zwitserse competitie in die tijd met ijzeren hand, maar Zürich en hij kwamen dat jaar tot op één punt van het landskampioenschap. Als gevolg hiervan debuteerde hij het jaar erna ook in zowel de voorronden van de UEFA Champions League als in de Europa League.

### VfL Wolfsburg
Na tweeënhalf jaar in het eerste elftal verruilde Rodríguez FC Zürich op 20 januari 2012 voor VfL Wolfsburg. Hij maakte op 21 januari 2012 onder coach Felix Magath zijn debuut in de Bundesliga in een met 1–0 gewonnen duel tegen FC Köln. Magath gebruikte hem ook de rest van het seizoen als basisspeler. Magaths interim-opvolger Lorenz-Günther Köstner zag eind 2012 een paar maanden meer in Marcel Schäfer, maar nadat Dieter Hecking aantrad als nieuwe coach werd Rodríguez weer een vaste kracht links in de verdediging. Zo speelde hij in 5,5 seizoen 149 wedstrijden in de Bundesliga. Ook speelde hij negen wedstrijden in de Champions League voor de Duitse ploeg en negen in de Europa League. 
Rodríguez won met Wolfsburg in het seizoen 2014/15 de DFB-Pokal na een 3–1 overwinning in de finale tegen Borussia Dortmund en werd in de competitie tweede met de club, achter landskampioen Bayern München. Zijn ploeggenoten en hij wonnen vervolgens ook de DFL-Supercup 2015 in een wedstrijd tegen datzelfde Bayern München. Hij benutte die dag zelf de eerste penalty in een beslissende strafschoppenreeks. Twee seizoenen later speelden Wolfsburg en hij daarentegen twee play-offwedstrijden tegen Eintracht Braunschweig om degradatie naar de 2. Bundesliga te voorkomen.

### AC Milan
Rodríguez tekende in juli 2017 bij AC Milan, dat circa 18 miljoen euro voor hem betaalde aan VfL Wolfsburg. Voor coach Vincenzo Montella was hij ook bij de Italianen eerste keus als linksback en dat bleef hij tot het einde van het seizoen 2018/19 ook onder opvolger Gennaro Gattuso. Hij eindigde in die seizoenen met Milan op de zesde en vijfde positie in de Serie A. Rodríguez bereikte in het seizoen 2017/18 de finale van de Coppa Italia met Milan. Juventus was hierin met 4–0 te sterk. Coach Marco Giampaolo trad aan in juni 2019 en zag minder in Rodríguez. Diens opvolger Stefano Pioli koos vanaf oktober 2019 steevast voor Theo Hernández als linksback.

### PSV
AC Milan verhuurde Rodríguez op 30 januari 2020 voor een halfjaar aan PSV. Drie dagen later debuteerde hij voor de Eindhovense ploeg, in een met 1–0 verloren competitiewedstrijd uit bij Ajax. Hij kwam toen in de 70e minuut in het veld als vervanger voor Olivier Boscagli. Zes dagen later kreeg hij een basisplaats in een met 3–0 gewonnen competitiewedstrijd thuis tegen Willem II. Rodríguez speelde uiteindelijk slechts zes wedstrijden voor PSV omdat de Eredivisie door de coronapandemie niet werd uitgespeeld. Hoewel Rodríguez maar een gering aantal Eredivisieduels speelde, wilde PSV hem graag behouden. Rodríguez streek in Milaan drie miljoen euro netto per seizoen op, maar wilde wel meedenken en salaris inleveren. Echter kwamen beide partijen er toch niet uit, het salaris bleek een te groot struikelblok. Hierop keerde hij terug naar AC Milan, dat nog altijd de intentie had hem van de hand te doen.

### Torino FC
Op 9 augustus 2020 werd Rodríguez gepresenteerd bij Torino FC. Hij kwam over van AC Milan en tekende een vierjarig contract. Op 18 oktober maakte Rodriguez tegen Cagliari zijn debuut voor Torino. In het 3-5-2 systeem van Torino speelde Rodriguez in zijn eerste jaar achttien wedstrijden als centrale verdediger of linkervleugelverdediger. In zijn tweede seizoen werd hij de vaste linkercentrale verdediger in een driemansdefensie. Hij miste slechts vier competitiewedstrijden op die positie. In het begin van het seizoen 2022/23 werd hij verkozen tot nieuwe aanvoerder van Torino, na het vertrek van Andrea Belotti naar AS Roma en bleef hij vaste basisspeler bij Torino.
Op 2 oktober 2023 speelde Rodriguez tegen Hellas Verona zijn 100'ste wedstrijd voor Torino. Op 18 mei 2024, zijn 129'ste en laatste wedstrijd voor Torino, scoorde hij tegen zijn oud-werkgever AC Milan zijn eerste doelpunt voor Torino en gaf hij bovendien ook een assist op de openingstreffer van Duván Zapata, mede waardoor Torino met 3-1 won. In totaal speelde Rodriguez vier seizoenen voor Torino, waarin hij tot 129 wedstrijden kwam. 

### Real Betis
In augustus 2024 verruilde Rodriguez Torino transfervrij voor Real Betis. 

## Clubstatistieken
| Seizoen | Club          | Competitie       | Competitie | Competitie | Beker | Beker | Internationaal | Internationaal | Totaal | Totaal |
| Seizoen | Club          | Competitie       | Wed.       | Dlp.       | Wed.  | Dlp.  | Wed.           | Dlp.           | Wed.   | Dlp.   |
| ------- | ------------- | ---------------- | ---------- | ---------- | ----- | ----- | -------------- | -------------- | ------ | ------ |
| 2009/10 | FC Zürich     | Super League     | 6          | 0          | 0     | 0     | 1              | 0              | 7      | 0      |
| 2010/11 | FC Zürich     | Super League     | 13         | 1          | 2     | 0     | —              | —              | 15     | 1      |
| 2011/12 | FC Zürich     | Super League     | 16         | 1          | 2     | 0     | 9              | 0              | 27     | 1      |
| 2011/12 | VfL Wolfsburg | Bundesliga       | 17         | 0          | 0     | 0     | —              | —              | 17     | 0      |
| 2012/13 | VfL Wolfsburg | Bundesliga       | 24         | 0          | 3     | 0     | —              | —              | 27     | 0      |
| 2013/14 | VfL Wolfsburg | Bundesliga       | 34         | 5          | 4     | 2     | —              | —              | 38     | 7      |
| 2014/15 | VfL Wolfsburg | Bundesliga       | 26         | 6          | 4     | 1     | 9              | 3              | 39     | 10     |
| 2015/16 | VfL Wolfsburg | Bundesliga       | 24         | 2          | 3     | 0     | 9              | 1              | 36     | 3      |
| 2016/17 | VfL Wolfsburg | Bundesliga       | 24         | 2          | 3     | 0     | —              | —              | 27     | 2      |
| 2017/18 | AC Milan      | Serie A          | 34         | 1          | 4     | 0     | 9              | 3              | 47     | 4      |
| 2018/19 | AC Milan      | Serie A          | 35         | 0          | 3     | 0     | 3              | 0              | 41     | 0      |
| 2019/20 | AC Milan      | Serie A          | 5          | 0          | 0     | 0     | —              | —              | 5      | 0      |
| 2019/20 | → PSV         | Eredivisie       | 6          | 0          | 0     | 0     | —              | —              | 6      | 0      |
| 2020/21 | Torino        | Serie A          | 16         | 0          | 2     | 0     | —              | —              | 18     | 0      |
| 2021/22 | Torino        | Serie A          | 34         | 0          | 2     | 0     | —              | —              | 36     | 0      |
| 2022/23 | Torino        | Serie A          | 35         | 0          | 3     | 0     | —              | —              | 38     | 0      |
| 2023/24 | Torino        | Serie A          | 35         | 1          | 2     | 0     | —              | —              | 37     | 1      |
| 2024/25 | Real Betis    | Primera División | 0          | 0          | 0     | 0     | 0              | 0              | 0      | 0      |
| Totaal  | Totaal        | Totaal           | 384        | 19         | 37    | 3     | 40             | 7              | 461    | 29     |

## Interlandcarrière
Rodríguez won met Zwitserland –17 het WK –17 van 2009 in Nigeria. Hij maakte daarna ook deel uit van Zwitserland –18 en Zwitserland –19.
Rodríguez debuteerde op 7 oktober 2011 in het Zwitsers voetbalelftal, in een met 2–0 verloren kwalificatiewedstrijd voor het EK 2012 tegen Wales. Hij verving die dag in de 62e minuut Xherdan Shaqiri. Bondscoach Ottmar Hitzfeld nam Rodríguez op in zijn selectie voor het WK 2014 in Brazilië, zijn eerste eindtoernooi. Rodríguez sprak meerdere malen het verlangen uit om voor Chili uit te komen, maar Claudio Borghi, de bondscoach van Chili in 2011, zag het niet in hem zitten, waarna hij besloot voor Zwitserland uit te komen. Tijdens het WK droeg Rodríguez voetbalschoenen waarop de Chileense vlag stond afgebeeld. Hij speelde dat toernooi alle vier de wedstrijden van de Zwitsers van begin tot eind.
Rodríguez nam eerder met het Zwitsers olympisch voetbalelftal onder leiding van bondscoach Pierluigi Tami deel aan de Olympische Spelen van 2012 in Londen. Daar werd de ploeg in de voorronde uitgeschakeld na een gelijkspel tegen Gabon (1–1) en nederlagen tegen Zuid-Korea (1–2) en Mexico (0–1).
Bondscoach Vladimir Petković nam Rodríguez mee naar het EK 2016. De Zwitsers strandden hier na het doorkomen van een poule met Albanië, Roemenië en Frankrijk eveneens in de achtste finales. Hij speelde ook dit toernooi alle vier de wedstrijden van de Zwitsers van begin tot eind.
Rodríguez maakte op 7 oktober 2016 zijn eerste interlanddoelpunt. Hij schoot toen de 1–2 binnen in een met 1–3 gewonnen kwalificatiewedstrijd voor het WK 2018 in en tegen Hongarije. Rodríguez scoorde in diezelfde kwalificatiereeks ook tegen Letland en maakte het enige doelpunt in de twee play-offwedstrijden tegen Noord-Ierland waarin Zwitserland zich uiteindelijk plaatste voor het WK. Hij maakte ook deel uit van de Zwitserse ploeg op het toernooi zelf. Hierop eindigde de selectie onder leiding van bondscoach Petković tweede in groep E, achter Brazilië (1–1), maar vóór Servië (2–1) en Costa Rica (2–2). In de achtste finales ging Zwitserland vervolgens met 1–0 onderuit tegen Zweden door een treffer van Emil Forsberg. Rodríguez kwam in alle vier de WK-duels in actie voor de nationale ploeg. Hij werd op 7 juni 2024 door bondscoach Murat Yakin opgenomen in de Zwitserse selectie voor het EK 2024 in Duitsland. Zwitserland overleefde ongeslagen een groep met Hongarije, Schotland en Duitsland en won in de achtste finales van Italië (2–0), voordat het in de kwartfinales op strafschoppen werd uitgeschakeld door Engeland. Rodríguez miste op het toernooi geen minuut aan speeltijd.

## Erelijst
| Competitie         |               |               |               |               |
| Competitie         | Aantal        | Jaren         |               |               |
| VfL Wolfsburg      | VfL Wolfsburg | VfL Wolfsburg | VfL Wolfsburg | VfL Wolfsburg |
| ------------------ | ------------- | ------------- | ------------- | ------------- |
| DFB Pokal          | 1x            | 2014/15       |               |               |
| DFL-Supercup       | 1x            | 2015          |               |               |
| Zwitserland –17    |               |               |               |               |
| Wereldkampioen –17 | 1x            | 2009          |               |               |

- Gemeinsame Normdatei: 116078454X
- Virtual International Authority File: 4049152932549509830006

1 Silva ·
2 Bellerín ·
3 Llorente ·
4 Cardoso ·
5 Bartra ·
6 Natan ·
7 Juanmi ·
8 Roque ·
9 Ávila ·
10 Abde ·
11 Bakambu ·
12 Rodríguez ·
13 Adrián ·
14 Carvalho ·
15 Perraud ·
16 Altimira ·
18 Fornals ·
19 Losada ·
20 Lo Celso ·
21 Roca ·
22 Isco ·
23 Sabaly ·
24 Ruibal ·
25 Vieites ·
38 Diao ·
Coach: Pellegrini
1 Sommer ·
2 Lichtsteiner  ·
3 Moubandje ·
4 Elvedi ·
5 Akanji ·
6 Lang ·
7 Embolo ·
8 Freuler ·
9 Seferović ·
10 Xhaka ·
11 Behrami ·
12 Mvogo ·
13 Rodríguez ·
14 Zuber ·
15 Džemaili ·
16 Fernandes ·
17 Zakaria ·
18 Gavranović ·
19 Drmić ·
20 Djourou ·
21 Bürki ·
22 Schär ·
23 Shaqiri ·
Coach: Petković
1 Sommer ·
2 Mbabu ·
3 Widmer ·
4 Elvedi ·
5 Akanji ·
6 Zakaria ·
7 Embolo ·
8 Freuler ·
9 Seferović ·
10 Xhaka  ·
11 Vargas ·
12 Mvogo ·
13 Rodríguez ·
14 Zuber ·
15 Sow ·
16 Fassnacht ·
17 Benito ·
18 Mehmedi ·
19 Gavranović ·
20 Fernandes ·
21 Omlin ·
21 Kobel ·
22 Schär ·
23 Shaqiri ·
24 Omeragić ·
25 Cömert ·
26 Lotomba ·
Coach: Petković
1 Sommer ·
2 Fernandes ·
3 Widmer ·
4 Elvedi ·
5 Akanji ·
6 Zakaria ·
7 Embolo ·
8 Freuler ·
9 Seferović ·
10 Xhaka  ·
11 Steffen ·
12 Omlin ·
13 Rodríguez ·
14 Aebischer ·
15 Sow ·
16 Fassnacht ·
17 Vargas ·
18 Cömert ·
19 Okafor ·
20 Frei ·
21 Kobel ·
22 Schär ·
23 Shaqiri ·
24 Köhn ·
25 Rieder ·
26 Jashari ·
Coach: Yakin
1 Sommer ·
2 Stergiou ·
3 Widmer ·
4 Elvedi ·
5 Akanji ·
6 Zakaria ·
7 Embolo ·
8 Freuler ·
9 Okafor ·
10 Xhaka  ·
11 Steffen ·
12 Mvogo ·
13 Rodríguez ·
14 Zuber ·
15 Zesiger ·
16 Sierro ·
17 Vargas ·
18 Duah ·
19 Ndoye ·
20 Aebischer ·
21 Kobel ·
22 Schär ·
23 Shaqiri ·
24 Jashari ·
25 Amdouni ·
26 Rieder ·
Coach: Yakin